# Yuta Koike
Yuta Koike (小池 裕太 Koike Yuta?), född 6 november 1996 i Tochigi prefektur, är en japansk fotbollsspelare.
Koike började sin karriär 2016 i Kashima Antlers. Efter Kashima Antlers spelade han för Sint-Truidense VV. Han gick tillbaka till Kashima Antlers 2019. 2020 flyttade han till Cerezo Osaka.